# جاي ليغ وينينغ إليفن 2010 كلوب شامبونشب
جاي ليغ وينينغ إليفن 2010 كلوب شامبونشب (بالإنجليزية: J-League Winning Eleven 2010 Club Championship)‏ ، هي لعبة فيديو إلكترونية من نوع رياضة كرة القدم ، أنتجها شركة كونامي سنة 2010م ، وهي الإصدار الأخير لسلسلة خاصة لوينينغ إليفن كلوب شامبوشب.